# Justicia francoiseana
Justicia francoiseana är en akantusväxtart som beskrevs av R.K. Brummitt. Justicia francoiseana ingår i släktet Justicia och familjen akantusväxter. Inga underarter finns listade i Catalogue of Life.